# سیارک ۳۶۲۴
سیارک ۳۶۲۴ (به انگلیسی: 3624 Mironov، نامگذاری:1982TH2) سه هزار و ششصد و بیست و چهارمین سیارک کشف شده‌است که در ۱۴ اکتبر ۱۹۸۲ کشف شد.
قدر مطلق سیارک برابر ۱۳٫۶۰ است.